# 1,8-Bis(diméthylamino)naphtalène
Le 1,8-bis(diméthylamino)naphtalène est un composé chimique qui a été préparé pour la première fois en 1968 par Roger Alder à l'Université de Bristol. On s'y réfère souvent par sa marque "éponge à proton" (en anglais "Proton sponge", marque déposée par Sigma-Aldrich,).

## Synthèse
Il peut être préparé par la méthylation de 1,8-diaminonaphthalène en présence d'iodométhane ou de sulfate de diméthyle.